# 草柳伸一
草柳 伸一（くさやなぎ しんいち、1934年（昭和9年）8月20日 - 2015年（平成27年）9月7日） は、中部日本放送の元アナウンサー。
中部日本放送在職時から現在まで愛知県豊橋市在住。俳句、寄席など地元の文化活動に積極的に参加する一方、講演活動を行なっていた。

## 来歴・人物
- 神奈川県出身。
- 1957年（昭和32年）中部日本放送に入社。中日ドラゴンズ戦の実況中継の他、豊橋（1485kHz・JOAE）放送局（ラジオ）の送信所敷地内のサテライトスタジオ（通称・向山スタジオ、2001年廃止）の独自のラジオ番組を担当。
- 1994年（平成6年）に定年退職。定年時点で担当していた「はいぱるシンちゃん これかラジオ」は降板せずに暫くは嘱託として担当する。
- 1997年（平成9年）10月～2006年（平成18年）5月にエフエム豊橋の「やしの実親父と日曜日」を担当。また、2005年のCBCアナウンサートークライブに特別ゲストと出演していた。
- 2015年（平成27年）3月頃に体調不良で入院し、同年9月7日、肺炎のため81歳で死去[1]。

## 過去の出演番組

### 中部日本放送
- 前略中略 アナアナかしこ
- ハロー静岡 - 「ふじのすそお」のマイクネームで出演。
- 週刊ドライブコミック
- はいぱるシンちゃん　これかラジオ
- 中西直輝のサンデーサファリ - 川柳コーナー「日曜ひねり人」の選者として出演。

### エフエム豊橋
- やしの実親父と日曜日

### その他
- BS俳句王国　（BS2）